# Aleksander Jan Czapski
Aleksander Jan Czapski herbu Leliwa (ur. około 1658, zm. 22 marca 1711) – podkomorzy malborski w latach 1698–1711, chorąży malborski w latach 1681–1698, starosta parchowski.
Brat Sebastiana Czapskiego, kasztelana chełmińskiego i Franciszka Mirosława, podkomorzego malborskiego.
Żonaty 5-krotnie. Poślubił m.in. córkę Adama Działyńskiego – Jadwigę (zmarłą w 1692), Zofię Tuchołkę i Annę z Błachowskich, z którą miał syna Walentego Aleksandra Czapskiego, biskupa przemyskiego.
Poseł sejmiku mirachowskiego na sejm koronacyjny 1676 roku, poseł sejmiku stargardzkiego na sejm 1678/1679 roku, poseł sejmiku kowalewskiego na sejm 1681 roku, sejm 1685 roku, poseł sejmiku malborskiego na sejm 1690 roku. Poseł sejmiku województwa malborskiego na sejm konwokacyjny 1696 roku.